# Peter Schneider (Dirigent)
Peter Schneider (* 26. März 1939 in Wien) ist ein österreichischer Dirigent.

## Beruflicher Werdegang
Peter Schneider war von 1949 bis 1953 Mitglied der Wiener Sängerknaben und machte dabei die erste Bekanntschaft mit der Oper. Nach der Matura 1957 begann er ein Kompositionsstudium bei Karl Schiske an der Akademie für Musik und darstellende Kunst in Wien und ein Dirigierstudium bei Hans Swarowsky.
1959 hatte er sein erstes Engagement als Korrepetitor am Landestheater Salzburg. Von 1961 bis 1968 war er Studienleiter und Kapellmeister an den Städtischen Bühnen Heidelberg. Von 1968 bis 1978 wirkte er als Erster Kapellmeister an der Deutschen Oper am Rhein in Düsseldorf-Duisburg. Von 1978 bis 1985 war er Generalmusikdirektor in Bremen, von 1985 bis 1987 Generalmusikdirektor und Operndirektor in Mannheim und von 1993 bis 1998 Chefdirigent der Bayerischen Staatsoper in München, danach dort Erster Gastdirigent.
Schneider ist Ständiger Gastdirigent in Wien, Dresden, München, Hamburg, Berlin (Deutsche Oper), Zürich und hat Gastspiele in Europa, den USA (Metropolitan Opera New York, San Francisco Opera) und Tokio. Viermal in Folge wurde er von einer Kritikerjury in Barcelona zum „Besten Dirigenten des Jahres“ gewählt. Seit 1990 hat er das künstlerische Profil der Semperoper in Dresden in entscheidender Weise mitgeprägt.
Schneider dirigiert bei den Salzburger Festspielen (Don Giovanni, Der Rosenkavalier, Die Zauberflöte) sowie bei den Münchner Opernfestspielen (vorrangig Mozart, Wagner, Richard Strauss). Von 1981 bis 2012 war er Dirigent bei den Bayreuther Festspielen (in 20 Spielzeiten 142 Aufführungen des Fliegenden Holländer, Lohengrin, Ring des Nibelungen, Tristan und Isolde). Er ist damit der am häufigsten bei den Bayreuther Festspielen tätige Dirigent (vor Horst Stein und Daniel Barenboim mit je 17 Festspielen).

## Auszeichnungen
- Österreichisches Ehrenkreuz für Wissenschaft und Kunst
- Bayerischer Verdienstorden
- Ehrenmitgliedschaft der Wiener Staatsoper (2004)
- Preisträger der Stiftung Semperoper Dresden (2008)

## Diskographie
Opern
- Antonín Dvořák: Rusalka, Gesamtaufnahme. Behrens, Cornell, Didusch, Smith, Götz, Svobodová-Janku, Parker, Hoyem. Düsseldorfer Symphoniker, Deutsche Oper am Rhein, Düsseldorf 1975
- Leoš Janáček: Jenůfa, Gesamtaufnahme. Serra, Stemme, Marton, Lindskog, Haunstein, Silvasti, Boesinger, Alberdi. Barcelona Gran Teatre del Liceu Orchestra, Barcelona 2007 (DVD)
- Wilhelm Killmayer: Yolimba, Gesamtaufnahme. Kinzel, Ulbrich, Subrata, Swensen, Kleinherz, Venuti, Farinelli, Kloose, Assenheimer, Weber, Prégardien, Ross, Titus. Bayerischer Rundfunkchor, Münchner Rundfunk-Sinfonieorchester, 1991
- Richard Wagner: Lohengrin, Gesamtaufnahme. Studer, Frey, Schulte, Wlaschiha, Schenk. Bayreuther Festivalchor und Bayreuther Festivalorchester 1992 (CD), 2008 (DVD)
- Richard Wagner: Tristan und Isolde, Gesamtaufnahme. Christoph Marthaler, Anna Viebrock; Theorin, Smith, Holl, Rasilainen, Breedt. Bayreuther Festivalchor und Bayreuther Festivalorchester, 2009 (DVD)
- Josef Suk: Sinfonie c-Moll op. 27 (Asrael). Montpellier Philharmonic Orchestra, 2000

Sängerportraits
- Edda Moser, Hildegard Behrens, Lioba Braun (2005), Ben Heppner (2006)